# DeAndre Lansdowne
DeAndre John Lansdowne (Albuquerque, 6 giugno 1989) è un cestista statunitense, professionista in Europa.

## Carriera
Dopo 4 anni al Fort Lewis College, per 4 anni non si dedica al basket, fino al 2015, quando comincia a giocare in un campionato minore in Messico.
Nell'estate 2017 si trasferisce in Bundesliga firmando con il Basketball Löwen Braunschweig un contratto biennale.
Nell'estate 2019 passa nel campionato italiano, firmando per il Basket Brescia Leonessa.
Nel giugno del 2020 viene ingaggiato dai francesi dello Strasburgo I.G. in LNB Pro A.

## Palmarès

### Squadra
- FIBA Europe Cup: 1

Chemnitz: 2023-2024

### Individuale
- Basketball Champions League Second Best Team: 1

Strasburgo: 2022-2023